# Jürgen Sparwasser
Jürgen Sparwasser (* 4. června 1948) je bývalý východoněmecký fotbalový útočník.
Je autorem jediné branky v utkání se západním Německem na MS 1974. 22. června 1974 nastoupily v Hamburku proti sobě do zápasu o první místo v základní skupině A poprvé a naposledy v dějinách reprezentace obou německých států. V 77. minutě si naběhl Sparwasser na centr z hloubi pole, obehrál Berti Vogtse a přes brankáře Maiera poslal míč do sítě. Senzační porážka domácímu týmu paradoxně pomohla: následovala proslulá noc v Malente, během níž si hráči všechno vyříkali, zbývající zápasy vyhráli a stali se mistry světa.
Od roku 1973 byl Jürgen Sparwasser členem SED. V lednu 1988 emigroval do západního Německa. Zahrál si sám sebe ve filmu Küss mich, Genosse (režie Franziska Meyer Price).

## Úspěchy
- Mistr NDR 1972, 1974, 1975
- Pohár vítězů pohárů 1973/74
- Dorostenecký mistr Evropy 1965
- 3. místo na LOH 1972